# Ethusina somalica
Ethusina somalica is een krabbensoort uit de familie van de Ethusidae. De wetenschappelijke naam van de soort is voor het eerst geldig gepubliceerd in 1904 door Doflein.